# Микитюк Микола Петрович
Мико́ла Петро́вич Микитю́к (нар. 12 травня 1992 — пом. 6 лютого 2015) — лейтенант Збройних сил України, учасник російсько-української війни.

## Життєпис
21 червня 2014 року закінчив Академію сухопутних військ імені гетьмана Петра Сагайдачного, спеціальність «управління діями підрозділів механізованих військ». 23 червня прийняв командування 3-м механізованим взводом 8-ї роти 30-ї окремої механізованої бригади. 23 липня вів свій підрозділ у бій. В жовтні побував вдома в короткотерміновій відпустці.
Пізньої осені його підрозділ відправляють під Піски, звідки ударна група повинна була рушати в ДАП; однак через загрозу прориву російських військ на біля Артемівська командування 30-ї бригади ОМБр отримує наказ здійснити марш в заданому напрямку. Після кількагодинного відпочинку біля Бахмута, зведений підрозділ 1-ї роти й танкового взводу вирушили в напрямку Дебальцевого, там під шквальним вогнем російської артилерії посилили позиції 128-ї бригади — на перехресті доріг Рідкодуб-Дебальцеве-Чорнухине. На блокпосту «Балу» лейтенант Микитюк організував оборону, неодноразово планував та здійснював доставки боєприпасів на позицію і вивезення поранених. Особисто з механіком-водієм солдатом Черевком вночі проти 5 лютого тричі проривався в селище й вивозив поранених, ще двічі — зранку. Неодноразово вночі та під обстрілами усував затримки, доводилося самому ремонтувати гармати бойових машин свого та підрозділу 128-ї бригади.
6 лютого лейтенант Микитюк зі зведеним підрозділом відбили чергову атаку терористів, після чого починався масований мінометний обстріл, дещо згодом — знову ворожий наступ за підтримки танків Т-72, блокпост вистояв. Після невдалої спроби вороги знову залучили артилерію, спостерігачем для координації артилеристів був лейтенант Микитюк, один із снарядів розірвався поряд з командиром.
Похований в Ізяславі, Алея почесних поховань.
Без сина лишились батьки.

## Нагороди та вшанування
За особисту мужність і героїзм, виявлені у захисті державного суверенітету та територіальної цілісності України, вірність військовій присязі під час російсько-української війни, відзначений — нагороджений
- Указом Президента України № 270/2015 від 15 травня 2015 року — Богдана Хмельницького III ступеня (посмертно)[1]
- Народний Герой України (посмертно, 2016)
- рішенням сесії Ізяславської міської ради від 11.11.2016 № 4 на вшанування пам'яті Миколи Микитюка його ім'ям названо одну з центральних вулиць міста.
- рішенням тридцятої сесії сьомого скликання від 23.02.2018 року № 21 на вшанування пам'яті Миколи Микитюка присвоєно звання "Почесний громадянин Ізяславського району" (посмертно)